# Lyme Park
Lyme Park è una vasta tenuta situata a sud di Disley nel Cheshire. La tenuta è amministrata dal National Trust e comprende una magione circondata da giardini formali, nel Peak District. La casa è la più grande del Cheshire ed è registrata al National Heritage List for England come monumento classificato.
La tenuta fu concessa a sir Thomas Danyers nel 1346 e passò ai Leghs of Lyme per matrimonio nel 1388. Rimase in possesso della famiglia Legh fino al 1946 quando fu ceduta al National Trust. La casa risale alla seconda metà del XVI secolo. Le modifiche furono apportate nel 1720 da Giacomo Leoni, che mantenne alcune delle caratteristiche elisabettiane e altri aggiunti, in particolare il cortile ed il campo a sud. È difficile classificare il lavoro di Leoni a Lyme, poiché contiene elementi sia di stile palladiano che barocco. Ulteriori modifiche furono apportate da Lewis Wyatt nel XIX secolo, soprattutto agli interni. I giardini formali furono creati e sviluppati verso la fine del XIX secolo e l'inizio del XX. La casa, i giardini e il parco sono stati utilizzati come location per le riprese di film e serie televisive e sono aperti al pubblico.

## Storia
I terreni adesso occupati dal Lyme Park sono stati garantiti a Piers Legh e sua moglie Margaret D'anyers, da delle lettere patenti datate 4 Gennaio 1398, da Riccardo II, figlio di Edoardo di Woodstock, detto il "Principe Nero". Il nonno di Margaret D'anyers, Sir Thomas D'anyers, ha preso parte nel recuperare lo stendardo di re Edoardo nella battaglia di Crecy nel 1346, ed è stato ricompensato con la rendita annua di 40 marchi all'anno da Edoardo, ricavati sulla sua tenuta Cheshire, i quali potevano essere scambiati per una terra di quel valore appartenente ad Edoardo. Sir Thomas è morto nel 1354 e la sua rendita annua è stata passata al suo parente vivo più vicino, ovvero sua nipote Margaret, la quale nel 1388 sposò Piers Legh I. Riccardo II favoreggiava Piers e garantì alla sua famiglia uno stemma araldico nel 1397 e la tenuta di Lyme Handley nel 1398, riscuotendo la sua rendita annuale. Comunque sia, Piers fu giustiziato due anni dopo dal rivale al trono di Riccardo, Henry Bolingbroke.
Quando nel 1415 Sir Piers Legh II è stato ferito nella battaglia di Agincourt, il suo mastino si fermò su di lui e lo protesse per molte ore durante il corso della battaglia. Il mastino è stato successivamente riportato alla casa di Legh e fu la fondamenta per la Lyme Hall Mastiffs. Essi erano cresciuti nella sala e venivano tenuti separati da altre specie, cercando prominentemente di creare la specie moderna. La specie è morta intorno all'inizio dell'XX secolo.
La prima traccia di una casa su questo sito è presente su un manoscritto datato 1465, ma la casa è stata demolita quando è iniziata la costruzione dell'edificio attuale durante la vita di Piers Legh VII, a metà del XVI secolo. Questa casa, costruita da un designer sconosciuto, aveva una pianta ad L con intervalli a nord e ad est; aggiunte frammentarie sono state fatte durante il XVII secolo. Nel 1720 Giacomo Leoni, un architetto da Venezia, aggiunse un intervallo a sud della casa creando un piano cortile, facendo anche altri cambiamenti. Mentre ha mantenuto alcune delle sue caratteristiche elisabettiane, molti dei suoi cambiamenti sono stati un mix di stile palladiano e barocco. Durante quest'ultima parte de XVIII secolo Piers Legh XIII comprò la maggior parte del mobilio che si trova nella casa adesso. Comunque, le fortune della famiglia sono andate in declino e la casa iniziò a deteriorarsi.
Nei primi dell'XIX secolo la tenuta è stata posseduta da Thomas Legh, che ha commissionato Lewis Wyatt per ristrutturare la casa tra il 1816 ed il 1822. Le modifiche di Wyatt erano principalmente all'interno, dove ha rimodellato ogni stanza. Leoni aveva intenzione di aggiungere una cupola all'intervallo sud, ma non è mai stato fatto. Invece, Wyatt ha aggiunto una struttura simile ad una torre che contiene stanze per la servitù. Ha anche aggiunto un blocco di piani all'intervallo ad est, che contiene una sala da cena. Successivamente nello stesso secolo William Legh, primo barone Newton, aggiunse stalle ed altri edifici alla tenuta, ed ha creato il giardino olandese. Maggiori modifiche sono state apportate al giardino da Thomas Legh, secondo barone Newton e sua moglie durante i primi del XX secolo. Durante la seconda guerra mondiale, il parco è stato utilizzato come deposito di automezzi RAF. Nel 1946 Richard Legh, terzo barone Newton, donò il parco alla National Trust. Dal 1947 la tenuta è stata gestita dalla Stockport Corporation e successivamente dal consiglio metropolitano di borgo di Stockport fino al 1994 quando la National Trust ha acquisito il controllo diretto.